# Zoey 101
Zoey 101 é uma série de televisão infanto-juvenil americana criada por Dan Schneider e exibida originalmente pela rede de televisão Nickelodeon entre 9 de janeiro de 2005 e 2 de maio de 2008, totalizando 65 episódios sob quatro temporadas. A série foi produzida pela Nickelodeon Productions em associação a Schneider's Bakery junto a Apollo ProMovie, filmada em suas duas primeiras temporadas na Universidade Pepperdine em Malibu, Califórnia, e em Santa Clarita, Califórnia, suas duas últimas temporadas. 
Indicada ao Emmy no mesmo ano de sua estreia na categoria de "Melhor Programa Infantil", a série é estrelada por Jamie Lynn Spears, irmã caçula da cantora Britney Spears. Ela interpreta Zoey Brooks, uma estudante do colégio interno californiano e fictício Pacific Coast Academy (PCA), localizado na costa pacífica de Malibu, Califórnia.
Zoey 101 foi encerrada em janeiro de 2008 após quatro temporadas de muito sucesso, chegando ao fim em 2 de maio do mesmo ano, sendo produção mais cara da Nick até hoje, isso por ter sido filmada em locações de Malibu.

## Produção

### Desenvolvimento
A série foi produzida pela Nickelodeon Productions em associação a Schneider's Bakery e a Apollo ProMovie, empresas pertencentes a Dan Schneider, idealizador do projeto.

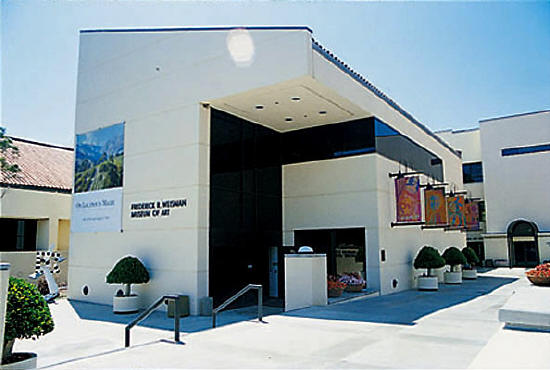
Universidade Pepperdine, que representa PCA.

Jamie Lynn Spears, irmã caçula da cantora Britney Spears, foi escolhida para viver a protagonista de nome Zoey, que deu origem ao título da série Zoey 101. Na época, a escolha de Jamie para protagonista causou bastante comentários na mídia americana, e marcou por ter sido sua primeira aparição entre os holofotes. As filmagens começaram em maio de 2004 no campus da Universidade Pepperdine, localizada na costa do oceano pacífico em Malibu, Califórnia. A estreia ocorreu em janeiro de 2005. No elenco principal: Paul Butcher, Kristin Herrera, Christopher Massey, Alexa Nikolas e Matthew Underwood. 
Erin Sanders havia feito o teste para interpretar a personagem Nicole, mas a personagem caiu melhor em Alexa Nikolas, que ficou com o papel. Mas Dan Schneider gostou tanto da atuação de Sanders que criou um personagem especialmente para ela, a excêntrica Quinn, que foi adicionada no elenco como uma das personagem principais.
Na 2ª temporada, Victoria Justice entra para o elenco principal substituindo Kristin Herrera, que se desligou da série por problemas familiares. A partir da terceira temporada, a série passa por mudanças: Alexa Nikolas deixa o elenco com sua personagem Nicole e os cenários principais mudam devido a nova locação da série em Santa Clarita, além de Erin Sanders (Quinn), que passa a ter mais destaque no elenco feminino. Na quarta e última temporada, Austin Butler interpretou James Garrett, substituindo Sean Flynn (Chase), que atuou apenas como convidado no último ano da série.
Após quatro temporadas, a série chegou ao fim em 2 de maio de 2008.
Após o encerramento da série, a protagonista Jamie Lynn Spears anunciou que estava grávida ao dezesseis anos de idade..

## Sinopse

### Primeira temporada
A adolescente Zoey Brooks (Jamie Lynn Spears) é uma das primeiras garotas a estudar no colégio interno californiano Pacific Coast Academy (PCA), até então frequentada somente por garotos, inclusive por seu irmão mais novo Dustin (Paul Butcher). Lá Zoey conhece suas duas colegas de quarto, completamente opostas: Dana Cruz (Kristin Herrera), uma garota durona e fechada; e Nicole Bristow (Alexa Nikolas), uma garota ingênua e extrovertida. Apesar das diferenças, as três colegas de quarto se tornam grandes amigas. Outro grande amigo de Zoey é Chase Matthews, um garoto gentil e um tanto desengonçado que na verdade se apaixonou a primeira vista por ela, mas mantém o sentimento oculto pois é tímido demais para falar sobre isso. Os colegas de quarto de Chase são: Michael Barrett (Christopher Massey), um rapaz amigável e bem humorado e também o melhor amigo de Chase; e Logan Reese (Matthew Underwood), um garoto convencido e até arrogante, sempre tirando vantagem de seus amigos por ser rico. Outra amiga de Zoey é Quinn Pensky (Erin Sanders), uma garota intelectual e um tanto excêntrica, muito leal a Zoey por esta ter sido a primeira a querer ser sua amiga.

### Segunda temporada
Dana deixa de estudar na PCA para fazer intercâmbio na Europa, e com isso Zoey e Nicole conhecem sua nova companheira de quarto, Lola Martinez (Victoria Justice). Inicialmente Lola se mostra uma garota gótica e insuportavelmente estranha, fazendo com que Zoey e Nicole reprovem seu comportamento. No entanto, as meninas flagram Lola com uma personalidade totalmente oposta a suas primeiras impressões, e ao ser confrontada, Lola confessa que só estava incorporando uma personagem para testar seus dons artísticos com suas novas colegas de quarto. Lola revela ser aspirante a atriz e acaba se tornando uma grande amiga de Zoey e Nicole.

### Terceira temporada
Nicole descobre que sofria de um transtorno psicológico e muda-se para um colégio de garotas, assim deixando a PCA. Agora, Zoey e Lola dividem o quarto com Quinn, que acaba se tornando mais próxima a elas. No início da temporada, Chase passa a namorar Rebecca (Daniella Monet), fazendo com que Zoey fique um pouco enciumada, sem perceber isso. Porém, Rebecca se revela uma garota possessiva a ponto de mandar Zoey ficar longe de Chase, e nisso, Chase termina seu relacionamento com Rebecca, já que sempre foi apaixonado por Zoey. Nesta temporada Chase está prestes a revelar seus verdadeiros sentimentos para sua amada, sem nunca conseguir uma brecha para isso. No final da temporada, Zoey se muda para a Inglaterra e Chase perde a oportunidade de dizer que sempre a amou.

### Quarta temporada
Depois de descobrir acidentalmente que Chase é apaixonado por ela, Zoey retorna à PCA. Mas, por ironia do destino, Chase havia se transferido para a Inglaterra pensando que Zoey estaria lá para finalmente se declarar a ela. Eles então começam a namorar pela webcam, mas não dá certo. Eles decidem esperar até o próximo semestre para Chase voltar para a PCA. Tudo parece quase perfeito, se não fosse James (Austin Butler), um garoto charmoso que acaba de chegar na PCA para substituir Chase, e acaba se tornando namorado de Zoey. Porém, posteriormente ela termina com ele, pois por mais que James fosse um ótimo partido, Zoey reconhece que nunca foi apaixonada por ele. No último episódio da série, Chase aparece de surpresa na PCA e finalmente ele e Zoey podem ficar juntos. Além disso, Michael fica com Lisa (Lisa Tucker), Lola fica com Vince (Brando Eaton) e surpreendentemente Logan e Quinn terminam juntos ao revelarem que estavam namorando havia um bom tempo.

## Elenco

### Principal
| Intérprete         | Personagem     | Temporadas | Temporadas | Temporadas | Temporadas |
| Intérprete         | Personagem     | 1          | 2          | 3          | 4          |
| ------------------ | -------------- | ---------- | ---------- | ---------- | ---------- |
| Jamie Lynn Spears  | Zoey Brooks    | Principal  | Principal  | Principal  | Principal  |
| Alexa Nikolas      | Nicole Bristow | Principal  | Principal  |            |            |
| Victoria Justice   | Lola Martinez  |            | Principal  | Principal  | Principal  |
| Kristin Herrera    | Dana Cruz      | Principal  |            |            |            |
| Austin Butler      | James Garrett  |            |            |            | Principal  |
| Paul Butcher       | Dustin Brooks  | Principal  | Principal  | Principal  | Principal  |
| Christopher Massey | Michael Barret | Principal  | Principal  | Principal  | Principal  |
| Erin Sanders       | Quinn Pensky   | Principal  | Principal  | Principal  | Principal  |
| Matthew Underwood  | Logan Reese    | Principal  | Principal  | Principal  | Principal  |

### Recorrente
- Jessica Chaffin - Coco Wexler
- Jack Salvatore Jr. - Mark Del Figgalo
- Miki Ishikawa - Vicky
- Creagen Dow - Jeremy Trottman
- Lisa Tucker - Lisa Perkins
- Abby Wilde - Stacey Dillsen
- Brando Eaton - Vicent "Vince" Blake
- Allen Evangelista - Wayne "Firewire" Gilbert
- Christopher Murray - Reitor Rivers
- Brian Tee - Kazu
- Michael Blieden - Sr. Bender

### Convidado
- Allison Scagliotti - Stacy
- Drake Bell - Ele mesmo
- Jennette McCurdy - Trisha Kirby
- Madison Riley - Gretchen
- Stephen Lunsford - Greg
- Daniella Monet - Rebecca Martin
- Miranda Cosgrove - Paige Howard
- Macus Kepland - Blatzberg

## Episódios
| Temporada | Temporada | Episódios | Exibição Original      | Exibição Original    | Exibição               | Exibição            |
| Temporada | Temporada | Episódios | Estreia de temporada   | Final de temporada   | Estreia de temporada   | Final de temporada  |
| --------- | --------- | --------- | ---------------------- | -------------------- | ---------------------- | ------------------- |
|           | 1         | 13        | 9 de janeiro de 2005   | 1 de maio de 2005    | 22 de novembro de 2005 | 25 de junho de 2006 |
|           | 2         | 13        | 11 de setembro de 2005 | 30 de abril de 2006  | 18 de setembro de 2006 | 23 de março de 2007 |
|           | 3         | 25        | 24 de setembro de 2006 | 4 de janeiro de 2008 | 2 de julho de 2007     | 25 de junho de 2008 |
|           | 4         | 14        | 27 de janeiro de 2008  | 2 de maio de 2008    | 21 de novembro de 2008 | 18 de abril de 2009 |

### Filmes
| Film                       | Airdate               |
| -------------------------- | --------------------- |
| Zoey 101: Spring Break-Up  | 10 de março de 2006   |
| Zoey 101: The Curse of PCA | 13 de outubro de 2007 |
| Zoey 101: Goodbye Zoey?    | 4 de janeiro de 2008  |
| Zoey 101: Chasing Zoey     | 2 de maio de 2008     |

## DVDs
A Nickelodeon lançou todas as 4 temporadas em DVD para os Estados Unidos.
As três primeiras temporadas foram lançadas no Canadá pela Alliance Home Entertainment.
Para a Região 4, a Madman Entertainment lançou as duas primeiras temporadas.
| DVD Name                | Ep # | Release dates           | Release dates          | Release dates          |
| DVD Name                | Ep # | Region 1 (EUA)          | Region 1 (CAN)         | Region 4               |
| ----------------------- | ---- | ----------------------- | ---------------------- | ---------------------- |
| The Complete 1st Season | 13   | 13 de Fevereiro de 2007 | 23 de Novembro de 2010 | 25 de Julho de 2006    |
| The Complete 2nd Season | 13   | 29 de Agosto de 2008    | 11 de Janeiro de 2011  | 11 de Setembro de 2008 |
| The Complete 3rd Season | 25   | 1 de Julho de 2008      | 8 de Março de 2011     |                        |
| The Complete 4th Season | 14   | 11 de Novembro de 2008  |                        |                        |

## Trilha sonora
Zoey 101: Music Mix é o álbum da série de televisão da Nickelodeon, Zoey 101, foi lançado em 28 de fevereiro de 2006. O álbum apresenta músicas de pop e alguns gêneros de rock.

### Faixas
| Música                 | Artista               |
| ---------------------- | --------------------- |
| 1. Follow Me           | Jamie Lynn Spears     |
| 2. Predictable         | Good Charlotte        |
| 3. Louder              | The Piper Downs       |
| 4. Calling All Angels  | Train                 |
| 5. Mandy               | Jonas Brothers        |
| 6. Gimme More          | Britney Spears        |
| 7. Permanent Midnite   | Saucy Monky           |
| 8. Found Out About You | Gin Blossoms          |
| 9. Highway to Nowhere  | Drake Bell            |
| 10. All I Want         | Toad the Wet Sprocket |
| 11. It's True          | Odds Against Tomorrow |
| 12. Okay               | Backhouse Mike        |
| 13. Follow Me          | Instrumental          |

## Videogame
Zoey 101 foi lançado em 2 de março de 2007 para Game Boy Advance. Outro jogo, chamado "Zoey 101: Field Trip Fiasco" foi lançado em 11 de setembro de 2007 para o Nintendo DS. Ambos os jogos foram publicadas pela THQ e desenvolvidos pela Barking Lizards e receberam críticas negativas dos de sites IGN e Common Sense.

### Zoey 101
Zoey 101 é uma coleção de mini-games. Os jogadores devem completar com sucesso cada mini-game, então um desafio, e depois um desafio final. Os desafios são escolhidos aleatoriamente. GameZone avaliou o jogo, dando uma nota 4 de 10, afirmando que o jogo foi "chato, frustrante, simplesmente sem diversão, ou alguma combinação dos três." O jogo é considerado o segundo pior jogo para GBA de todos os tempos pela Game Ratio.

### Zoey 101: Field Trip Fiasco
Zoey 101: Field Trip Fiasco é sobre Zoey e seus amigos fazendo uma viagem de campo para um parque. O jogador controla Zoey usando o D-pad, ou tela sensível ao toque, para caminhar ou correr. O jogador corre ao redor da Pacific Coast Academy (Escola de Zoey) completando missões. Elas envolvem a entrega de coisas para as pessoas ou coletar objetos espalhados ao redor da escola antes do tempo acabar. Depois de terminar uma missão, o jogador desempenha um mini-game, envolvendo limpeza de carros ou pegar frisbees. Zoey pesquisas em torno do parque nacional e fala com o clube de campismo sobre os nativos americanos, vai para a biblioteca para aprender sobre o parque e leva um quiz sobre um parque nacional.
Jack DeVries da IGN deu ao jogo um 3.5/10 e criticou a jogabilidade do jogo, música e som suaves, e os controles desajeitados. jkdmedia analisou o jogo para a GameZone em 8 de outubro de 2007 e deu ao jogo um 2.8. Criticado os gráficos e os controles.

## Prêmios e Indicações
- Primetime Emmy Award 2005
  - Melhor Programa Infantil: Indicado

- Nickelodeon Kids' Choice Awards 2006
  - Atriz Favorita (Jamie Lynn Spears): Venceu

- Nickelodeon Kids' Choice Awards 2007
  - Atriz Favorita (Jamie Lynn Spears): Indicado

- Comet Awards 2007
  - Atriz Favorita (Jamie Lynn Spears): Venceu

- Nickelodeon Kids' Choice Awards 2008
  - Atriz Favorita (Jamie Lynn Spears): Indicado

- Nickelodeon Kids' Choice Awards 2009
  - Série de TV Favorita: Indicado